# فراانگل

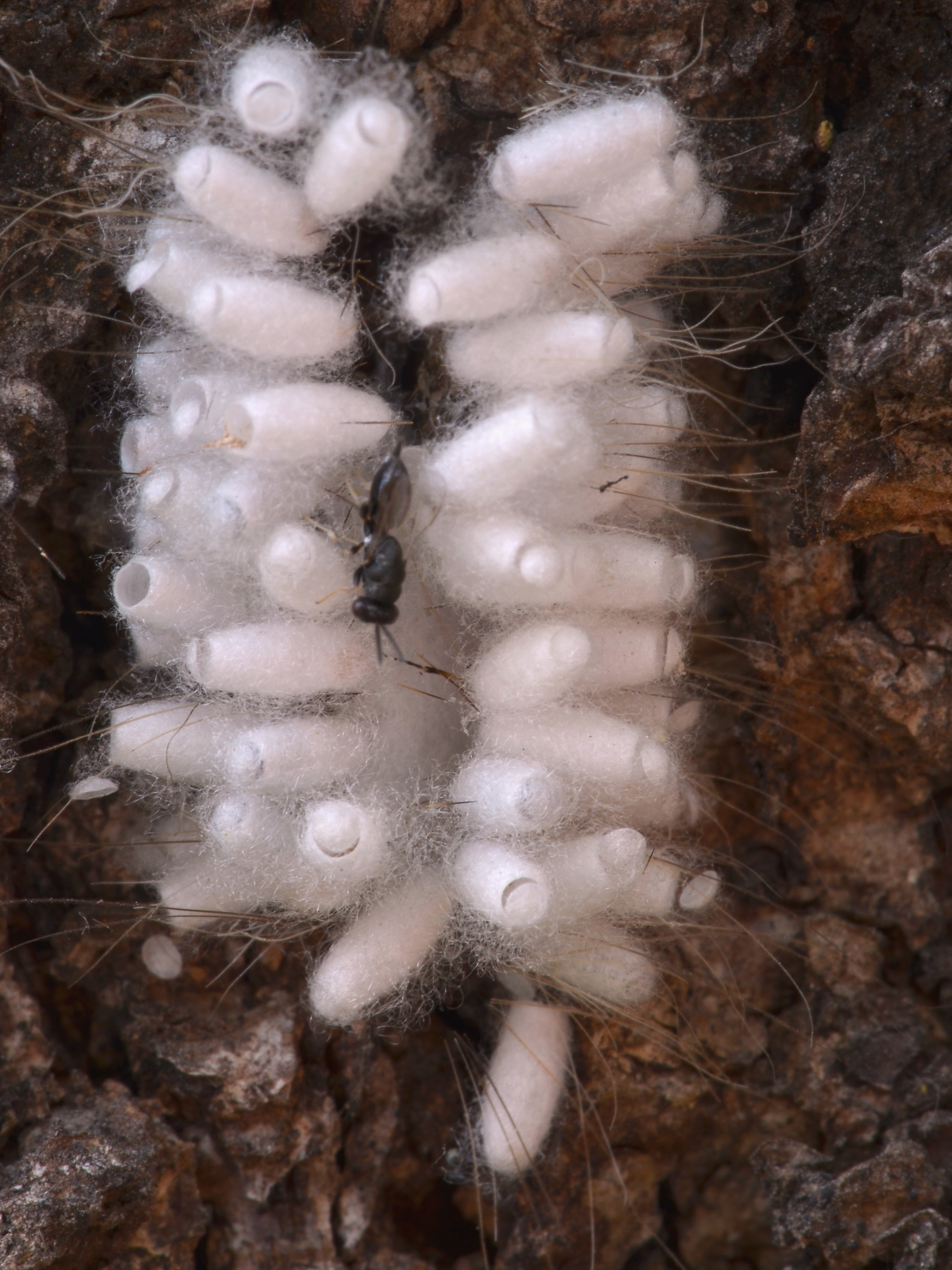
یک زنبور فراانگل‌واره (Pteromalidae) روی پیله‌های میزبانش، یک زنبور براکونید (زیرتیرهٔ Microgastrinae) که خود یک انگل کوینوبیونت پروانه‌سانان است.

فراانگل Hyperparasite (یا metaparasite)، انگلی است که میزبان آن، اغلب یک حشره، هم یک انگل اغلب به‌طور خاص یک انگل‌واره است.  فراانگل‌ها عمدتاً در میان زنبورهایکمرباریک در Hymenoptera و در دو راسته حشرات دیگر، Diptera (مگس‌های واقعی) و Coleoptera (سوسک‌ها) یافت می‌شوند. هفده تیره در Hymenoptera و تعداد معدودی از گونه‌های Diptera و Coleoptera، فراانگلی هستند. فراانگلی (Hyperparasitism) از انگلی اولیه ایجاد شد که در دوره ژوراسیک در Hymenoptera تکامل یافت. انگلی بیش از حد این گروه، حشره‌شناسان را به دلیل رابطه چندرشته‌ای آن با تکامل، بوم‌شناسی، رفتار، کنترل بیولوژیک، طبقه‌بندی و مدل‌های ریاضی جذاب می‌کند.

## تعداد سطوح
سطوح بیشتری از انگل‌وارها، فراتر از دومین سطح، به‌ویژه در میان انگل‌وارهای اختیاری وجود دارد. سه سطح انگلی در قارچ‌ها دیده شده است (مخصوصاً قارچ روی قارچ روی قارچ روی درخت).

## اثر بر طعمه
فراانگل‌ها می‌توانند جمعیت میزبان خود را کنترل کنند و برای این منظور در کشاورزی و تا حدودی در پزشکی استفاده می‌شوند. اثرات کنترل‌کننده را می‌توان در روشی دید که ویروس CHV1 به کنترل آسیب‌هایی که بلایت شاه‌بلوط، Cryphonectria parasitica، به درختان شاه‌بلوط آمریکایی وارد می‌کند، کمک می‌کند، و به روشی که باکتریوفاژها می‌توانند عفونت‌های باکتریایی را محدود کنند. این احتمال وجود دارد، اگرچه تحقیقات کمی انجام شده است، که اکثر میکروارگانیسم‌های انگلی (بیماری‌زا) دارای فراانگل‌هایی هستند که ممکن است هم در کشاورزی و هم در پزشکی سودمند باشند.
فراانگلی تا حدی مشابه شکار گیاه‌خواران است که به نوبه خود گیاهان را می‌خورند، زیرا سه سطح تغذیه‌ای در آن دخیل هستند. با این حال، فراانگل‌ها کوچک‌تر از شکارچیان هستند، زودتر از میزبان خود تولیدمثل می‌کنند و به‌طور کلی در تعداد بیشتری یافت می‌شوند، در حالی که به‌ویژه دربارهٔ میکروارگانیسم‌ها، میزبان آنها گاهی می‌تواند عفونت خود را پاک کند؛ بنابراین، فراانگلی ممکن است رفتار متفاوتی با سیستم‌های سه‌سطحی شکارگر-شکار داشته باشد: شکارگر می‌توانند جمعیت طعمه‌ها را کنترل کنند، به عنوان مثال به عنوان گونه‌های کلیدی، اما با توجه به تفاوت‌های بین فراانگل‌ها و شکارگران، ممکن است نیاز باشد که اثرات آنها به گونه‌ای متفاوت مدل‌سازی شود.
| صفت                               | سیستم فراانگلی                                       | سیستم شکارگر اوج                                                   |
| --------------------------------- | ---------------------------------------------------- | ------------------------------------------------------------------ |
| به عنوان مثال سطح پروردگی پایین‌تر | انسان (بیمار)                                        | علفزار، جنگل (چراغ بیش از حد)                                      |
| به عنوان مثال سطح تغذیه‌ای میانی   | باکتری ویبریو کلرا                                   | گیاه‌خوار، به عنوان مثال گوزن یا بز کوهی                            |
| به عنوان مثال سطح پروردگی بالا    | ویروس باکتریوفاژ JSF4                                | درنده، مانند گرگ یا شیر                                            |
| اثر کنترلی                        | ویروس باکتری‌ها را می‌کشد، به انسان اجازه بهبودی می‌دهد | شکارگران علفخواران را می‌کشد، امکان بازیابی اکوسیستم را فراهم می‌کند |
| اندازه ارگانیسم سطح بالا          | خیلی کوچک                                            | بزرگ                                                               |
| نرخ تولیدمثل ارگانیسم در سطح بالا | زودتر از میزبان خود                                  | زودتر از طعمه آنها نیست                                            |
| اندازه جمعیت ارگانیسم سطح بالا    | اعداد بزرگ                                           | اعداد کوچک                                                         |
| برگشت‌پذیری اثر                    | ممکن است، عفونت برطرف شود                            | ممکن نیست، طعمه کشته می‌شود                                         |